# Pellaea maxima
Pellaea maxima là một loài dương xỉ trong họ Pteridaceae. Loài này được Bonap. mô tả khoa học đầu tiên.
Danh pháp khoa học của loài này chưa được làm sáng tỏ. 